# Beaucourt
Beaucourt ist eine französische Stadt im Département Territoire de Belfort in der Region Bourgogne-Franche-Comté. Sie gehört zum Gemeindeverband Sud Territoire.

## Geographie
Die Stadt Beaucourt liegt auf 425 m, etwa zehn Kilometer ostsüdöstlich der Stadt Montbéliard (Luftlinie). Sie erstreckt sich in den nördlichen Ausläufern des Juras, in einer Mulde in den Tafeljurahochflächen, am Nordfuß des Grammont, an der Grenze zum Département Doubs und nahe der Grenze zur Schweiz.
Die Fläche des 4,95 km² großen Gemeindegebiets umfasst einen Abschnitt des nördlichen französischen Juras. Der zentrale Teil des Gebietes wird von einer Talmulde eingenommen, die ihren Anfang südlich des alten Ortskerns nimmt und sich nach Norden zum Tal des Dorfbachs von Dampierre öffnet. Die etwa 200 m breite, flache Talniederung liegt auf rund 420 m und wird auf beiden Seiten von etwa 20 bis 30 m hohen Hängen flankiert. Diese leiten zu den angrenzenden Hochflächen über, die auf durchschnittlich 450 m liegen. Sie sind weitgehend überbaut. Im Westen verläuft die Grenze oberhalb der Mulde von Dasle und entlang dem Bois de Meilloncourt, während die östliche Abgrenzung durch den Steilabfall zum Tal der Feschotte markiert wird. Nach Süden erstreckt sich das Gemeindeareal über einen Waldhang bis auf das Hochplateau des Grammont, auf dem mit 575 m die höchste Erhebung von Beaucourt erreicht wird.
Zu Beaucourt gehören die Ortsteile und Siedlungen:
- Cité P. Japy (450 m) auf der Höhe westlich des Ortszentrums
- Cité Ducrot (400 m) im unteren (nördlichen) Teil der Talmulde von Beaucourt
- Cité A. Japy (440 m) auf der Hochfläche östlich der Talmulde von Beaucourt
- Cité Bellevue (462 m) auf der Hochfläche östlich der Talmulde von Beaucourt

Nachbargemeinden von Beaucourt sind Dampierre-les-Bois im Norden, Badevel und Saint-Dizier-l’Évêque im Osten, Montbouton im Süden sowie Dasle im Westen.

## Geschichte

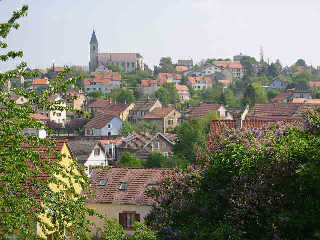
Beaucourt: Blick auf den Ort

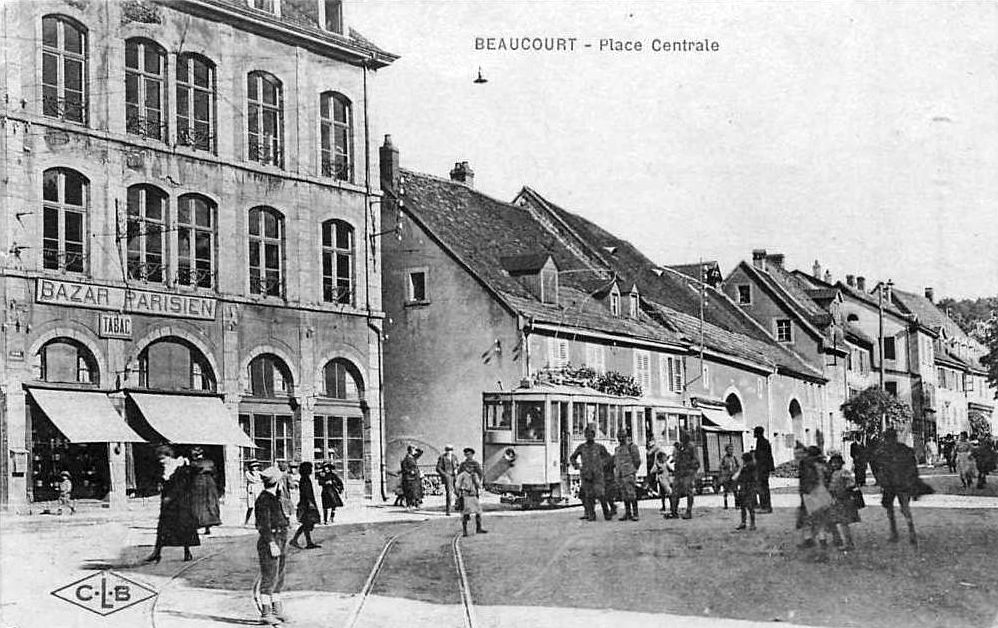
Place Centrale um 1910

Das Gemeindegebiet von Beaucourt war schon sehr früh besiedelt. Auf dem Plateau des Grammont befand sich im Neolithikum ein befestigter Siedlungsplatz, bei dem mehrere Tumuli gefunden wurden. Während der Römerzeit führte der Verkehrsweg von Epomanduodurum (heute: Mandeure) nach Augusta Raurica durch das Gebiet von Beaucourt.
Erstmals wird Beaucourt im Jahr 1147 urkundlich erwähnt. Seit dem Mittelalter befand sich der Ort im Grenzbereich des Erzstifts Besançon und des Fürstbistums Basel. Beaucourt gehörte zunächst zum Elsgau, seit Beginn des 14. Jahrhunderts zur Herrschaft Delle. In der ersten Hälfte des 14. Jahrhunderts gelangte das Dorf unter die Oberhoheit der Habsburger. Zusammen mit dem Sundgau kam Beaucourt mit dem Westfälischen Frieden 1648 an die französische Krone. Seit 1793 gehörte Beaucourt zum Département Haut-Rhin, verblieb jedoch 1871 anders als das übrige Elsass als Teil des Territoire de Belfort bei Frankreich.
Die Orts- und Industriegeschichte von Beaucourt ist eng mit der Familie Japy verbunden. Dieser Stamm ist bis ins 16. Jahrhundert zurückzuverfolgen. Frédéric Japy, der 1749 geborene Sohn eines Schmiedes, erlernte im schweizerischen Le Locle den Beruf des Uhrmachers. Wieder zurück in Beaucourt baute er Maschinen und Werkzeug für die serienmäßige Herstellung von Zubehörteilen für die Uhrenindustrie. Die erste Fabrik wurde 1777 eröffnet. Sie führte zu einem raschen wirtschaftlichen Aufschwung Ende des 18. Jahrhunderts. So entstanden die ersten Arbeitersiedlungen, die Ateliers, Wohnstätten, Schule und Läden für den täglichen Bedarf umfassten. Im Lauf des 19. Jahrhunderts schritt die Industrialisierung weiter stark voran.
Während des Höhepunkts nach Mitte des Jahrhunderts waren bis zu 5000 Personen in den Fabriken beschäftigt. Die Produktion wurde von der ursprünglichen Uhrenherstellung auf zahlreiche weitere Artikel ausgedehnt: Eisenwaren, Lampen, Werkzeuge, landwirtschaftliche Geräte. Die Industriellenfamilie Japy prägte das Ortsbild von Beaucourt mit den Fabriken, den eigenen „Schlössern“ und den Fabrikantenvillen und stiftete auch auf familieneigenem Grundstück die lutherische Kirche (Temple luthérien).

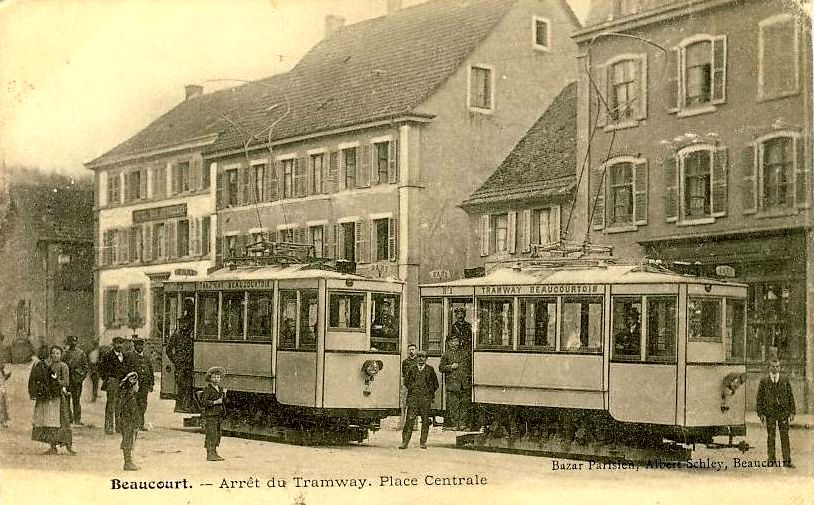
Straßenbahnwagen auf der Place Centrale

Mit der Eröffnung der Eisenbahnstrecke Montbéliard–Morvillars am 29. Juni 1868 wurde Beaucourt über den Bahnhof Dasle-Beaucourt an das französische Eisenbahnnetz angeschlossen; eine Straßenbahn führte zwischen 1904 und 1938 vom Bahnhof ins Ortszentrum. Der Personenverkehr auf der Eisenbahnstrecke wurde 1938 eingestellt, der letzte Güterzug in Richtung Morvillars verkehrte 1969; der stillgelegte Abschnitt wurde vollständig abgetragen. Aus Richtung Audincourt wurde der Güterverkehr 1990 eingestellt, die Reststrecke wurde stellenweise abgebaut und ist nicht mehr befahrbar.
Der Niedergang der Japy-Fabriken begann etwa um 1870. Deshalb diversifizierte sich die Industrie weiter, denn zu den traditionellen Produktionszweigen kamen neu die Herstellung von Pumpen, Elektronik, Haushaltsartikeln (besonders Kochtöpfe) und Schreibmaschinen (ab 1910 bis 1975) hinzu. Im Verlauf des 20. Jahrhunderts wurde die traditionelle Industrie immer mehr durch neue Fabriken ergänzt und ersetzt. 1970 wurde Beaucourt Hauptort des neu geschaffenen gleichnamigen Kantons und blieb dies bis zu seiner Auflösung im Jahr 2015. Heute gehört die Gemeinde zum Gemeindeverband Communauté de communes du Sud Territoire.

### Familie Japy
Mitglieder der Familie Japy, die die gleichnamige Firma im 18. Jahrhundert gegründet und bis ins 20. Jahrhundert geleitet haben. Die Zahl hinter dem Namen gibt die Generation ab dem Gründer Jacques Japy an.
- Jacques (1) (1724–1797), Schmied in Beaucourt.
- Frédéric (2) (1749–1812), Sohn von Jacques, Gründer der Uhrenwerkstatt.
- Frédéric Guillaume (3) (1773–1854), Louis Frédéric (1777–1852), Jean Pierre (1785–1863), Söhne von Frédéric. Sie leiteten gemeinsam die Uhrenmanufaktur Japy Frères (Gebrüder Japy).
- Jean Charles (3) (1792–1821), Bruder von  Frédéric-Guillaume. Arbeitete zuerst mit seinen drei Brüdern in Beaucourt, 1819 übernahm er die Leitung der Fabrik in Badevel, die er zusammen mit seinem jüngeren Bruder Frédéric, genannt Fido, leitete.
- Frédéric, genannt Fido (3) (1796–1836), Bruder von Frédéric-Guilaume, 1833 verkaufte er seine Anteile an seine Brüder und zog sich zurück.
- Ingénu (4) (1801–1856), Sohn von  Frédéric-Guilaume Japy. Er studierte die Uhrmacherkunst bei Bréguet und brachte neue Ideen und Methoden in die Firma ein.
- Julien (4) (1802–1854), Bruder von Ingénu, 1837 trat er in den Verwaltungsrat ein und übernahm 1845 die Leitung zusammen mit seinem Bruder Adolphe.
- Adolphe (4) (1813–1897), Sohn von Jean-Pierre. Ab 1845 leitete er die Firma zusammen mit seinem Bruder, er modernisierte die Fertigung.
- Octave (4) (1814–1879), Sohn von Jean-Pierre. Leitete zusammen mit seinen Brüdern die Firma, speziell die Werke in Lafeschotte und Laroche.
- Frédéric Benoît (4) (1826–1904), Sohn von Frédéric, Militär und Politiker, war nicht für die Firma tätig.
- Jules (5) (1846–1917), Sohn von Adolphe, Ingenieur, trat 1867 in die Firma ein, ab 1881 in der Geschäftsführung. Er erweiterte dir Produktion um landwirtschaftliche Maschinen.
- Henri (5) (1848–1935), Bruder von Jules, Ingenieur, trat 1869 in die Firma, ab 1883 in der Geschäftsführung, leitete die Fabrik in Badevel.
- Julien Louis Albert (4) (1844–1898), Bruder von Octave, trat 1867 in die Firma, ab 1881 in der Geschäftsführung.
- Gaston Frédéric Julien (4) (1854–1936), Bruder von Julien Louis Albert, Absolvent der École polytechnique, trat 1885 in die Firma ein, gründete die Stahl- und Walzwerke Beautor, führte die Emaille-Produktion ein und modernisierte die Produktion.
- Pierre (6) (1872–1958), Sohn von Jules, trat 1910 in die Firma ein und verließ sie 1938, um Politiker zu werden.
- Edgar (6) (1874–1942), Sohn von Henri, trat 1910 in die Firma ein.
- Fernand (5) (1872–1914), Sohn von Julien Louis Albert, trat 1910 in die Firma ein, leitete die Quincailleries Réunies de l'Est (Vereinigte Eisenwarenfabrik von Ostfrankreich) in Fesches-le-Châtel, starb als Soldat im Ersten Weltkrieg.
- Édouard (5) (1876–1963), Bruder von Fernand, Absolvent der HEC Paris, trat 1910 in die Firma ein, ab 1928 Direktor der S.A. Japy (Aktiengesellschaft Japy).
- Albert (6) (1897–1984), Sohn von Fernand, leitete Teile der Firma und wurde 1940 PDG (Président-directeur général) in Vertretung von Pierre Pucheu, nachdem dieser Innenminister während des Krieges geworden war.
- André Léon Max (6) (1904–1974), Bruder von Albert, wurde Flieger und führte mehrere Langstrecken-Erstflüge in den 1930er Jahren durch, war nicht in der Firma tätig.

## Bevölkerung
| Jahr                       | 1962 | 1968 | 1975 | 1982 | 1990 | 1999 | 2006 | 2012 | 2021 |
| -------------------------- | ---- | ---- | ---- | ---- | ---- | ---- | ---- | ---- | ---- |
| Einwohner                  | 4570 | 4924 | 5521 | 5682 | 5569 | 5348 | 5055 | 5153 | 5005 |
| Quellen: Cassini und INSEE |      |      |      |      |      |      |      |      |      |

Mit 4985 Einwohnern (1. Januar 2022) gehört Beaucourt zu den größten Gemeinden des Départements Territoire de Belfort. Im Verlauf des 19. Jahrhunderts zeigte die Einwohnerzahl im Zuge der Industrialisierung ein rasches Wachstum. Mit knapp 4600 Einwohnern wurde um 1900 der vorläufige Höchststand erreicht. Danach folgte eine Zeit der Stagnation und nach 1930 ein Rückgang um 16 %. Besonders in der Zeit von 1955 bis 1975 wurde erneut ein deutliches Wachstum (33 %) verzeichnet. Mit rund 5700 Einwohnern wurde zu Beginn der 1980er Jahre der bisherige Höchststand erreicht. Seither ist die Bevölkerungszahl wieder leicht rückläufig. Bis 1999 verlor Beaucourt etwas mehr als 300 Personen, was einem Rückgang von 6 % entspricht. Das Siedlungsgebiet von Beaucourt ist heute mit denjenigen von Dasle und Dampierre-les-Bois beinahe lückenlos zusammengewachsen.

## Sehenswürdigkeiten
Die katholische Kirche Saint-François wurde im 19. Jahrhundert erbaut. Die lutherische Kirche (Temple luthérien; südlich des Ortskerns) wurde von 1814 bis 1815 erbaut. Das Ortsbild von Beaucourt ist geprägt von den Bauten der Industriellenfamilie Japy: alte Industriegebäude (Pendulerie), ehemalige Arbeitersiedlungen und insgesamt 13 Schlösser, die im Lauf des 19. Jahrhunderts für die verschiedenen Mitglieder der Familie erbaut wurden. Sehenswert ist das Musée Frédéric Japy, in dem die lokale Industriegeschichte des 18. und 19. Jahrhunderts (insbesondere die Uhrenindustrie) gezeigt wird.

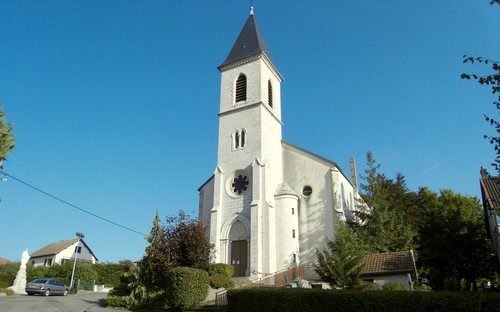
Kirche Saint-François de Sales
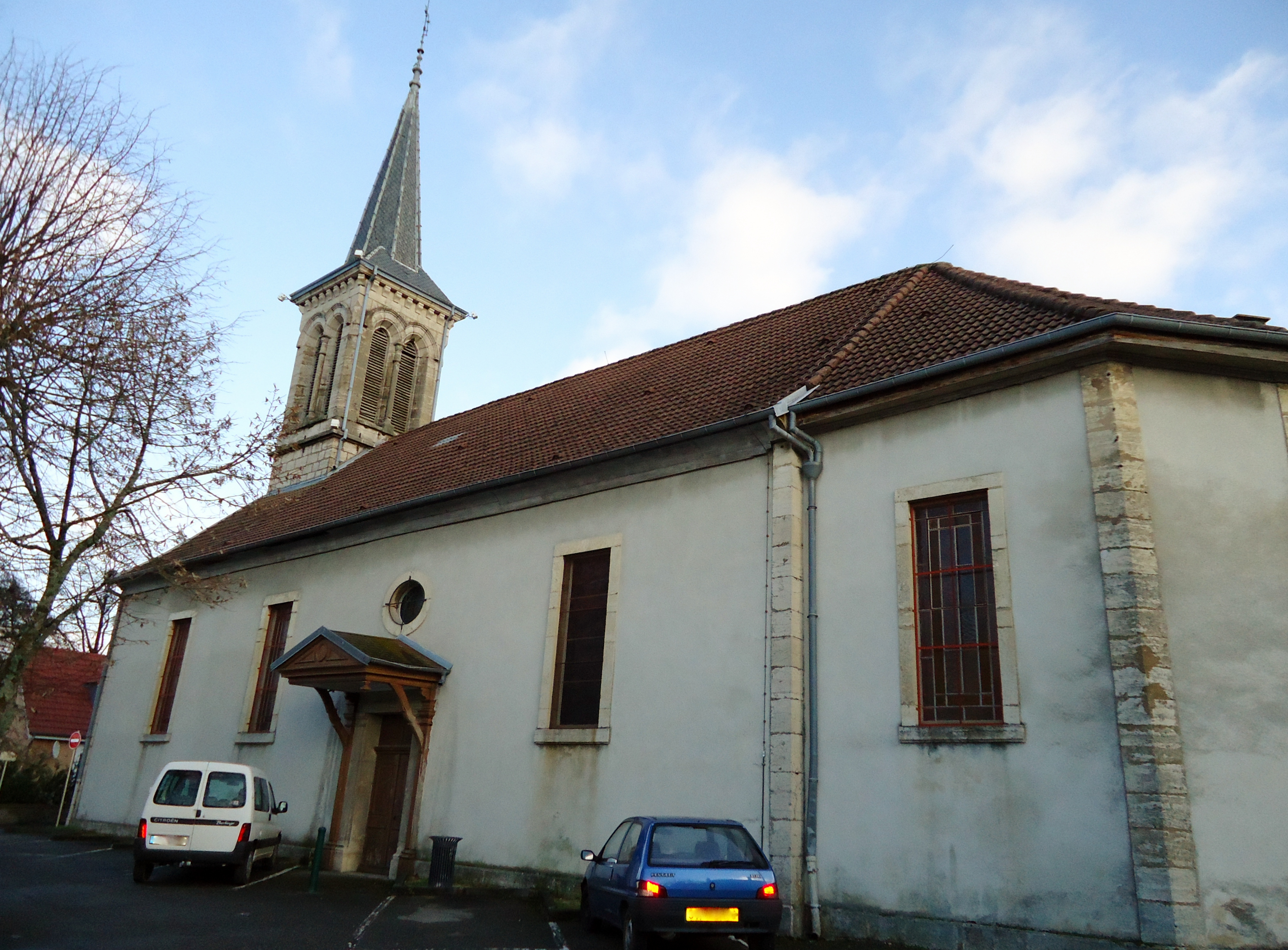
Lutherische Kirche
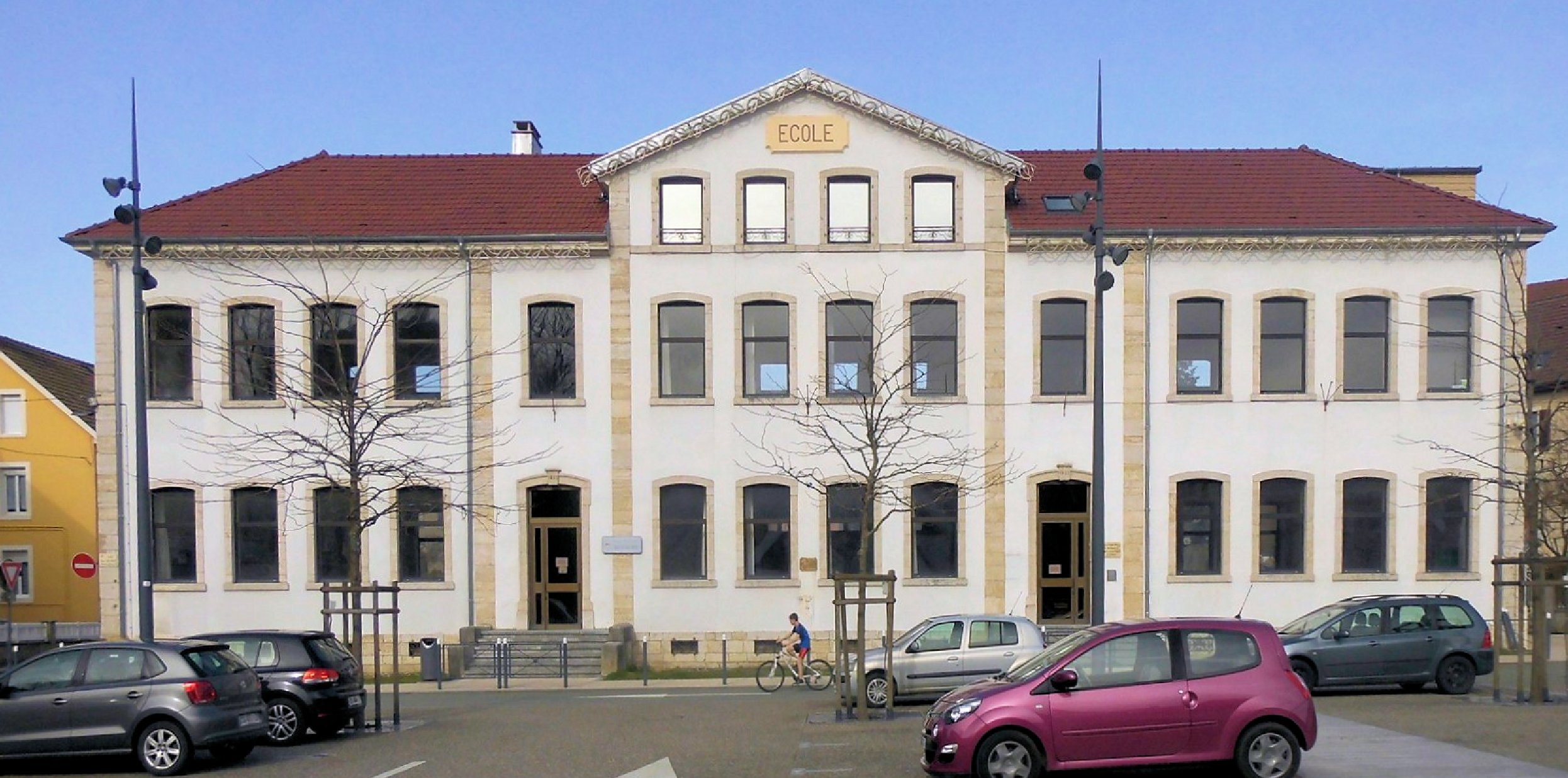
Grundschule und Musikschule
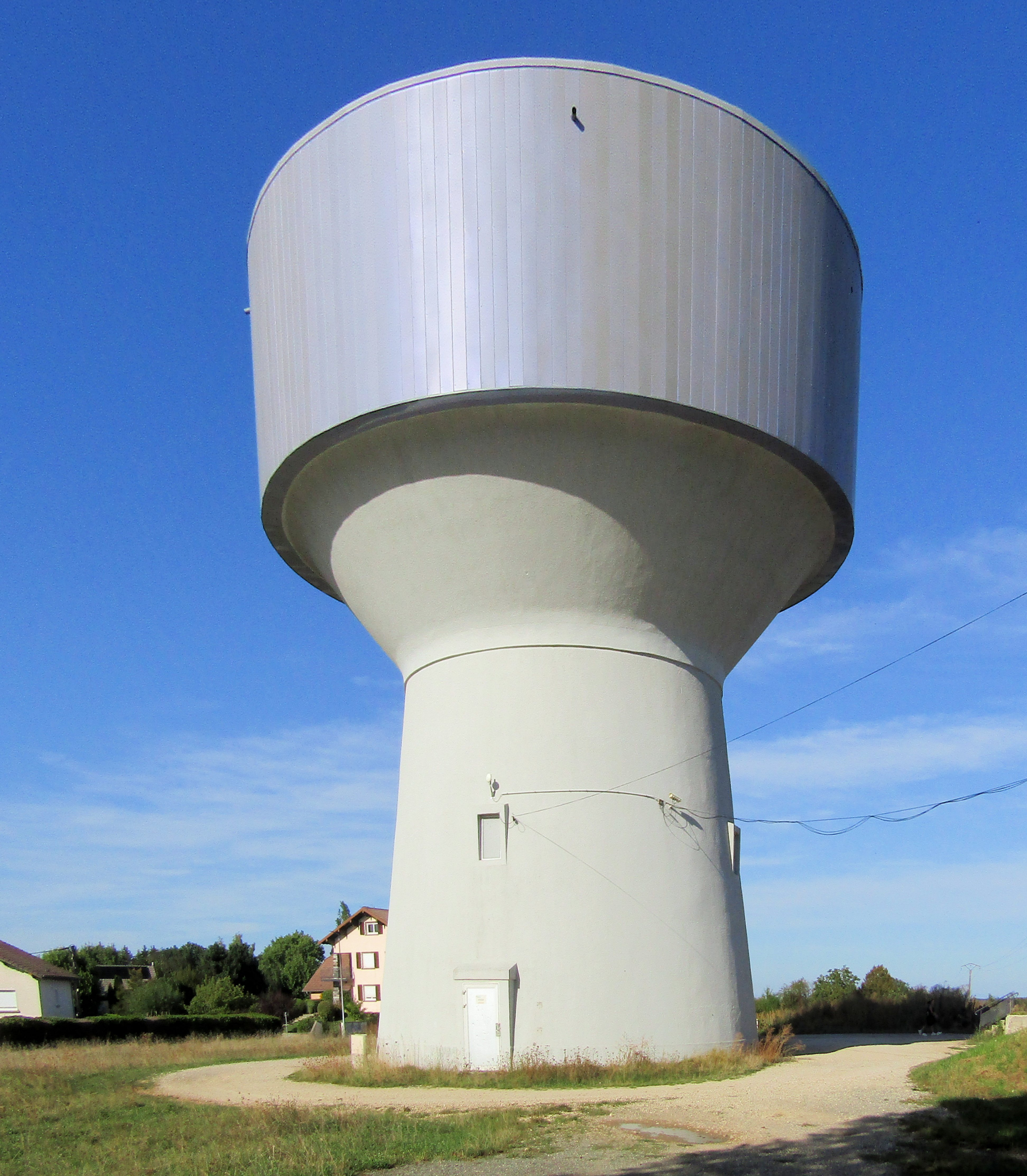
Wasserturm im Osten von Beaucourt
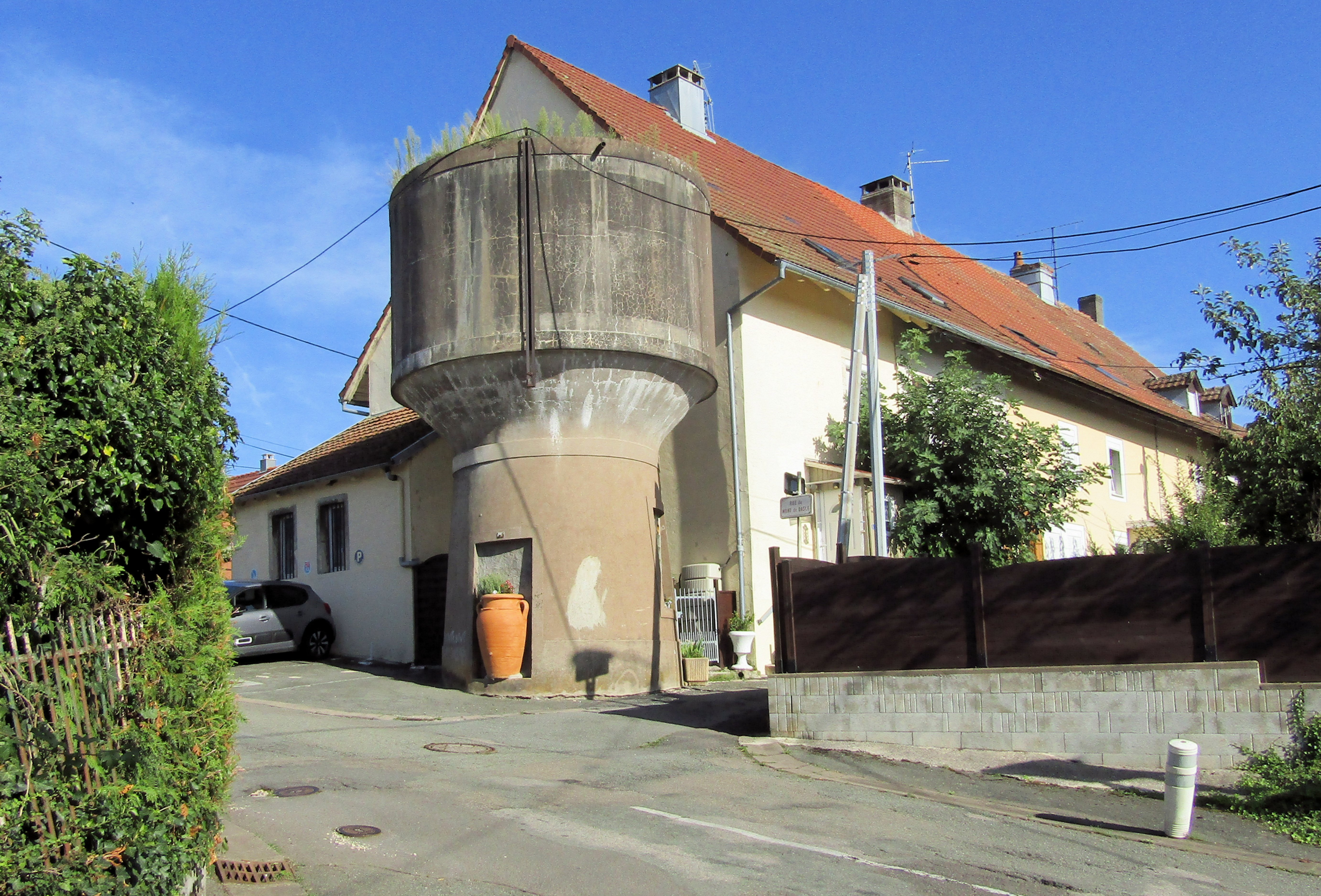
Wasserturm Im Westen an der Gemeindegrenze zu Dasle

## Wirtschaft und Infrastruktur
Schon Ende des 18. Jahrhunderts entwickelte sich Beaucourt zu einem Industriestandort. Die Industrie- und Gewerbeareale konzentrieren sich auf die Talmulde nördlich des Ortszentrums und auf das Plateau westlich davon. Wichtigste Arbeitgeberin des Ortes ist die Alsthom-Unelec, die elektrische Motoren herstellt und etwa 300 Personen beschäftigt. Daneben bestehen zahlreiche kleinere Firmen in den Bereichen Mikromechanik, Metallverarbeitung, Herstellung von Fahrzeugzubehörteilen, elektronische Industrie und Oberflächenbehandlung. Ferner gibt es verschiedene Unternehmen, die im Dienstleistungssektor tätig sind, einen Supermarkt sowie zahlreiche weitere Geschäfte des Einzelhandels für den täglichen Bedarf. Beaucourt ist Standort eines Collège. Als Kulturzentrum dient das Foyer Georges Brassens. Dank der attraktiven Wohnlage entwickelte sich Beaucourt auch zu einer Wohngemeinde für die Agglomeration Montbéliard.
Die Ortschaft ist verkehrstechnisch gut erschlossen. Sie liegt an der Departementsstraße D126, die von Audincourt nach Delle führt. Der nächste Anschluss an die Autobahn A36 befindet sich in einer Entfernung von ungefähr elf Kilometern. Weitere Straßenverbindungen bestehen mit Dampierre-les-Bois, Saint-Dizier-l'Évêque und Montbouton. Mit Audincourt und der Stadt Montbéliard ist Beaucourt durch eine Buslinie verbunden.

## Persönlichkeiten
- Philippe Berger (1866–1912), Orientalist, Lehrer und Politiker
- Monique Jeanblanc (* 1947), Mathematikerin